# Dicranophorus luetkeni
Dicranophorus luetkeni is een raderdiertjessoort uit de familie Dicranophoridae. De wetenschappelijke naam van deze soort is voor het eerst geldig gepubliceerd in 1892 door Bergendal.